# Kusín
Kusín (ungarisch Harapás – bis 1907 Kuszin) ist eine Gemeinde im Osten der Slowakei mit 355 Einwohnern (Stand 31. Dezember 2024), die zum Okres Michalovce, einem Teil des Košický kraj, gehört und in der traditionellen Landschaft Zemplín liegt.

## Geographie

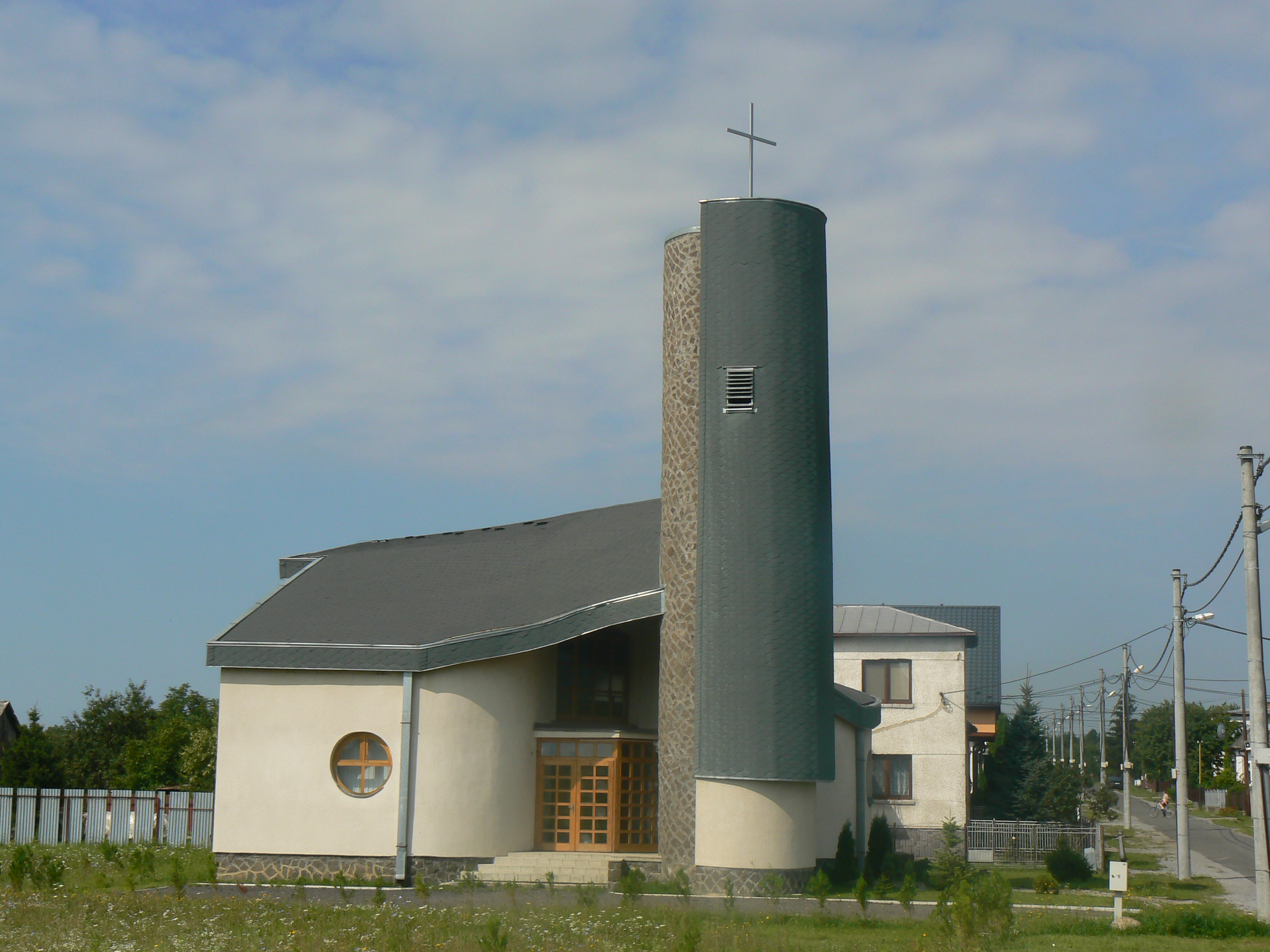
Römisch-katholische Kirche

Die Gemeinde befindet sich im östlichen Teil des Ostslowakischen Hügellands im Ostslowakischen Tiefland, am südlichen Hang des Vihorlatgebirges, am Bach Kusín und am nordöstlichen Ufer des Stausees Zemplínska šírava. Das Ortszentrum liegt auf einer Höhe von 118 m n.m. und ist 15 Kilometer von Michalovce entfernt.
Nachbargemeinden sind Valaškovce (Militärgebiet) im Norden, Jovsa im Osten, Hnojné im Süden und Klokočov im Westen.

## Geschichte
Kusín wurde zum ersten Mal 1418 als Kwzyn schriftlich erwähnt. Das Dorf war Teil der Herrschaft von Großmichel-Jasenov, 1427 war keine Steuer fällig.
1715 gab es drei Haushalte im Ort. 1828 zählte man 60 Häuser und 446 Einwohner. Die großen Waldflächen gehörten bis zum 20. Jahrhundert der Familie Sztáray. Von 1870 bis 1880 wanderten viele Einwohner aus.
Bis 1918/1919 gehörte der im Komitat Ung liegende Ort zum Königreich Ungarn und kam danach zur Tschechoslowakei beziehungsweise heute Slowakei. Nach 1918 waren die Einwohner vor allem als Landwirte beschäftigt. 1953 musste die Gemeinde Teile des Gemeindegebiets an das Militärgebiet Valaškovce abtreten.

## Bevölkerung
| Jahr                | 1994 | 2004    | 2014    | 2024    |
| ------------------- | ---- | ------- | ------- | ------- |
| Anzahl der Personen | 362  | 363     | 338     | 355     |
| Unterschied         |      | +0,27 % | −6,88 % | +5,02 % |

| Jahr                | 2023 | 2024    |
| ------------------- | ---- | ------- |
| Anzahl der Personen | 364  | 355     |
| Unterschied         |      | −2,47 % |

Nach der Volkszählung 2011 wohnten in Kusín 353 Einwohner, davon 310 Slowaken, drei Tschechen sowie jeweils Magyare, Russine und Ukrainer. 37 Einwohner machten keine Angabe zur Ethnie.
153 Einwohner bekannten sich zur griechisch-katholischen Kirche, 119 Einwohner zur römisch-katholischen Kirche, 12 Einwohner zur Evangelischen Kirche A. B., sechs Einwohner zur orthodoxen Kirche, drei Einwohner zu den christlichen Gemeinde, jeweils zwei Einwohner zu den Zeugen Jehovas und zur reformierten Kirche und ein Einwohner zur tschechoslowakischen hussitischen Kirche. 16 Einwohner waren konfessionslos und bei 39 Einwohnern wurde die Konfession nicht ermittelt.

## Bauwerke und Denkmäler
- griechisch-katholische Dreifaltigkeitskirche im spätklassizistischen Stil aus dem Jahr 1865[6]
- römisch-katholische Kirche Sieben Schmerzen Mariens

## Verkehr
Durch Kusín führt die Cesta II. triedy 582 („Straße 2. Ordnung“) von Michalovce nach Sobrance über Jovsa. Der nächste Bahnanschluss ist in Michalovce an der Bahnstrecke Michaľany–Łupków.